# Terebratula perforata
Espèce
Terebratula perforata est une espèce fossile de brachiopodes de la famille des Terebratulidae.

## Systématique
Le nom valide complet (avec auteur) de ce taxon est Terebratula perforata Desnoyers, 1825.
Pour GBIF et Paleobiology Database ce taxon est à attribuer à Édouard Piette qui l'aurait décrit en 1856 sous le protonyme Zeilleria perforata,.
Terebratula perforata a pour synonyme :
- Zeilleria perforata (Piette, 1856)